# 環境科学
環境科学（かんきょうかがく、英: environmental science）は、環境に関する科学であり、物理学、化学、生物学、地球科学の諸分野を横断する学際的な学術領域である。啓蒙時代に博物学（自然史）と医学の分野から生じた。
環境科学（environmental science）と比較して、環境学（environmental studies）は社会科学に焦点を当て、環境工学（environmental engineering）は工学的応用に焦点を当てている。

## 歴史

### 20世紀
アメリカ合衆国の環境科学は、1960年代と1970年代に実際的な科学調査の分野として活発になり、（a ）複雑な環境問題を分析するための学際的手法の必要性、（b ）環境調査の詳細な記録を求めることを明文化した環境法の施行、（c ）環境問題に取り組む必要があるという人々の認識の高まり、によって促された。この展開に拍車をかけた出来事には、レイチェル・カーソンの記念碑的な環境本である「沈黙の春」の出版と、1969年サンタ・バーバラ原油流出や1969年6月22日に発生したオハイオ州クリーブランドにあるカヤホガ川火災のような環境問題がある。

### 21世紀
21世紀になると、著しく技術が進歩した。環境科学における新技術は、研究者がこの分野の多種多様なテーマについて情報を収集する手法を一変させた。産業革命の時代から、内燃機関、燃費、自動車の排気ガス低減に関する研究が進展しているが、その結果、大気中に排出する炭素及びその他の汚染物質の量が減少している。さらに、クリーンエネルギー（風力、太陽光、水力、地熱など）について研究開発する投資が近年大幅に増加し、化石燃料からの脱却が始まっている。 地理情報システム（GIS）は、人工衛星やデジタル画像解析を通じて、大気や水質の汚染源を観測するために使用される。 この技術により、精密農業などの高度な農業技術や、市場価格を設定するために水の使用量を監視することができる。 水質の分野では、天然および人為的な活動に伴う細菌の菌株が発達し、将来の使用のために廃水を処理するバイオレメディエーション（生物学的浄化）に貢献している。この方法は、廃水の手作業での浄化または処理より環境に優しく、コストがかからない。 例えば、インターネット上のクラウドソーシングは、世界中の研究者から知識を集め、科学の進歩の機会を増やすプロセスである。 
また、ブロックチェーン技術によって、世界の漁業が監視・規制されている。世界市場を通過する魚の経路を追跡することで、環境科学者は、特定の種が絶滅寸前まで乱獲されているかどうかを観察できる。 
さらに、リモートセンシングは、物理的な介入なしに環境の特徴を検出できる。その結果得られるデジタル画像は、環境プロセスや気候変動などの精度を高めるモデルの構築に利用されている。リモートセンシング技術の進歩は、電磁波スペクトルの画像分析を通じて、汚染源の特定や生態系の健全性の分析に特に有効である。最後に、赤外線画像技術は、野生動物の管理において、密猟者やその他の違法な野生動物の密売人を捕まえて絶滅危惧種の動物を殺すのを阻止し、保護活動に役立っている。人工知能は、動物集団の動きを予測し、野生動物の生息地を保護するためにも使用されている。

## 大気科学
大気科学は、地球の大気を対象とし、他のシステムとの相互関係に重点を置く学問でる。大気科学が包含する研究には、気象学、温室効果ガス現象、大気汚染物質の大気拡散モデル、騒音に関する音の伝搬、さらには光害などがある。
地球温暖化現象を例にとると、物理学者は大気循環や赤外線透過のコンピュータモデルを作成し、化学者は大気中の化学物質の貯蓄とその反応を調べ、生物学者は二酸化炭素のフラックスに対する植物や動物の貢献を分析し、気象学者や海洋学者などの専門家は大気のダイナミクスという要素について研究する。

## 生態学
アメリカ生態学会の定義によると、「生態学とは、人間を含む生物とその物理的環境との関係を研究するものであり、動植物とそれを取り巻く世界との間の重要なつながりを理解することを目指す」。生態学者は、ある生物集団と化学物質の濃度など環境の物理特性との関係を調査することもあれば、共生関係や競争関係を通じた異なる生物集団間の相互作用を調査することもある。
例えば、1つまたは複数のストレス要因によって影響を受けている生態系を学際的に分析する場合、関連する複数の環境科学分野を含むことがある。産業開発が計画され、水質や大気汚染によって特定の種に影響を与える可能性がある河口域の環境では、生物学者が動植物について説明し、化学者が水質汚染物質の湿原への輸送を分析し、物理学者が大気汚染の排出量を計算し、地質学者が湿原の土壌や湾の泥の理解を支援することになる。

### サンゴ礁の生物多様性
サンゴは、炭酸カルシウムの骨格を形成することで、環境に適応し、変化する。そして、次世代への生育環境を整え、多くの生物の生息地となっている。

## 環境化学
環境化学は、環境中の化学変化を研究する学問であり、主な研究分野は土壌汚染や水質汚染などである。主な分析対象は、環境中における化学物質の分解、環境中の化学物質の移動、生物相に対する化学物質の影響などである。ところで、化学物質が環境中で移動するとき、複数の相が関与することがある。例えば、溶剤が混入した湖から溶剤が蒸発すると、大気汚染物質が発生する。
次の例として、溶剤タンクから溶剤が漏出し、絶滅危惧種の両生類の生息地となっている土壌に混入した事例を考える。土壌汚染の程度と溶剤の地下輸送を解決または理解する方法として、コンピュータモデルを導入する。その後、化学者は特定の土壌に対する溶剤の化学結合を解析し、生物学者は土壌中の節足動物、土壌を基盤とする植物、最終的には絶滅危惧種の両生類の餌である池に生息する生物への影響を調査する。